# Учитель (мини-сериал)
«Учитель» (англ. A Teacher) — американский художественный мини-сериал Ханны Фидель с Кейт Марой, Ником Робинсоном и Эшли Цукерманом в главных ролях. Его премьера состоялась в ноябре 2020 года, отзывы критиков были главным образом положительными.

## Сюжет
Главная героиня мини-сериала работает учительницей в средней школе. Она вступает в сексуальные отношения со своим учеником, и об этом становится известно полиции.

## В ролях
- Кейт Мара — Клэр
- Ник Робинсон — Эрик
- Эшли Цукерман — Мэтт
- Шейн Харпер — Логан Дэвис
- Девон Бостик — Райан
- Камерон Мулен — Коди
- Сиэра Браво — Мэри Смит
- Дилан Шмид — Джош Смит
- Марьель Скотт — Кэтрин Сандерс
- Адам Дэвид Томпсон — Нэт Уилсон

## Создание и оценки
В феврале 2014 года стало известно, что фильм «Учительница» адаптируют для HBO в формате мини-сериала. Кейт Мара, получившая главную роль, стала ещё и исполнительным продюсером проекта. Съёмки проходили в канадском городе Калгари в августе — октябре 2019 года. Премьерный показ прошёл с 10 ноября по 29 декабря 2020 года.
На сайте-агрегаторе рецензий Rotten Tomatoes рейтинг «Учителя» составил 73 %, на сайте Metacritic средняя оценка — 67 из 100. Критики встретили сериал благосклонно: в частности, рецензенты из Variety, Vox и Collider высоко оценили игру Кейт Мара и Ника Робинсона и то, как авторы шоу показали незаконные отношения между учительницей и подростком. Кристен Болдуин из Entertainment Weekly поставила «Учителю» «четверку», найдя финал слишком упрощённым
.